# Garcinia comptonii
Garcinia comptonii là một loài thực vật có hoa trong họ Bứa. Loài này được Baker f. mô tả khoa học đầu tiên năm 1921.